# Saxifraga aizoides

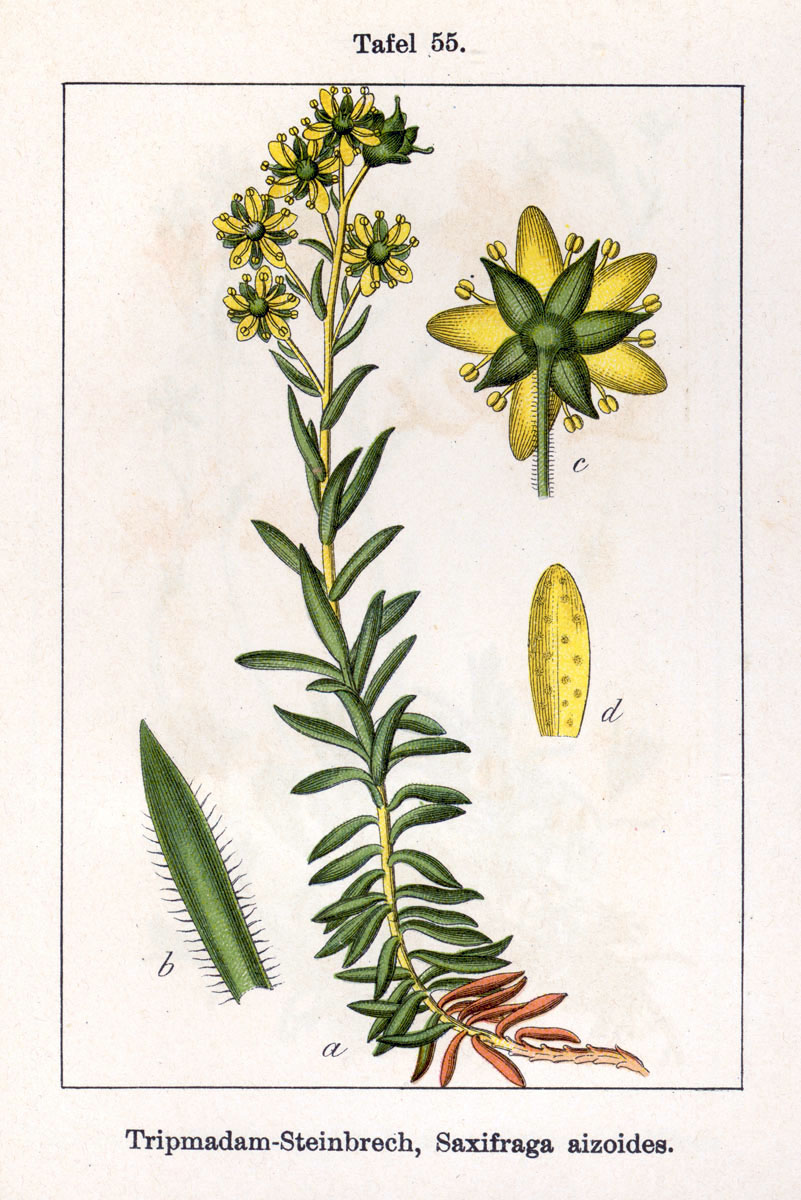
Ilustración

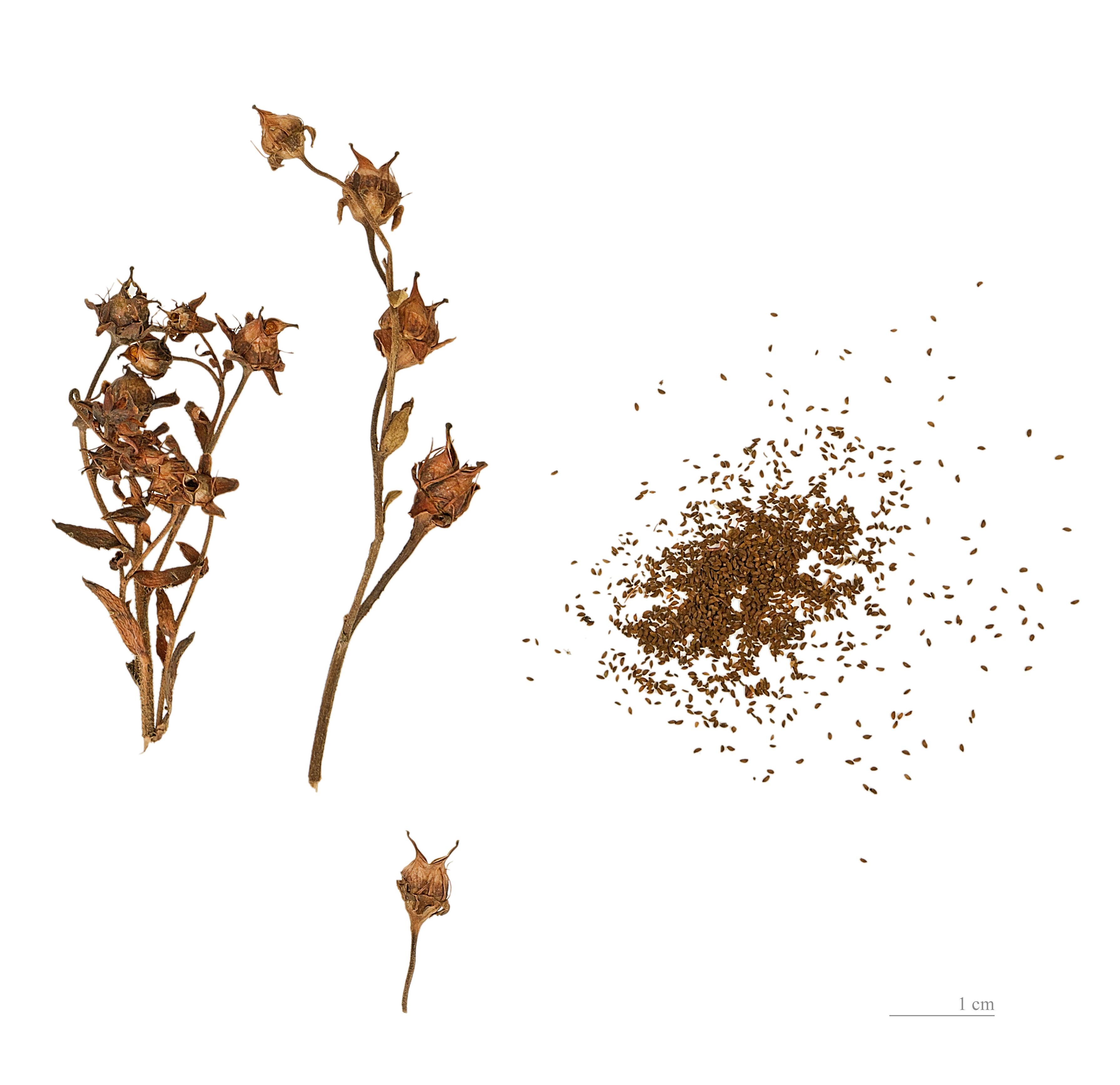
Saxifraga aizoides

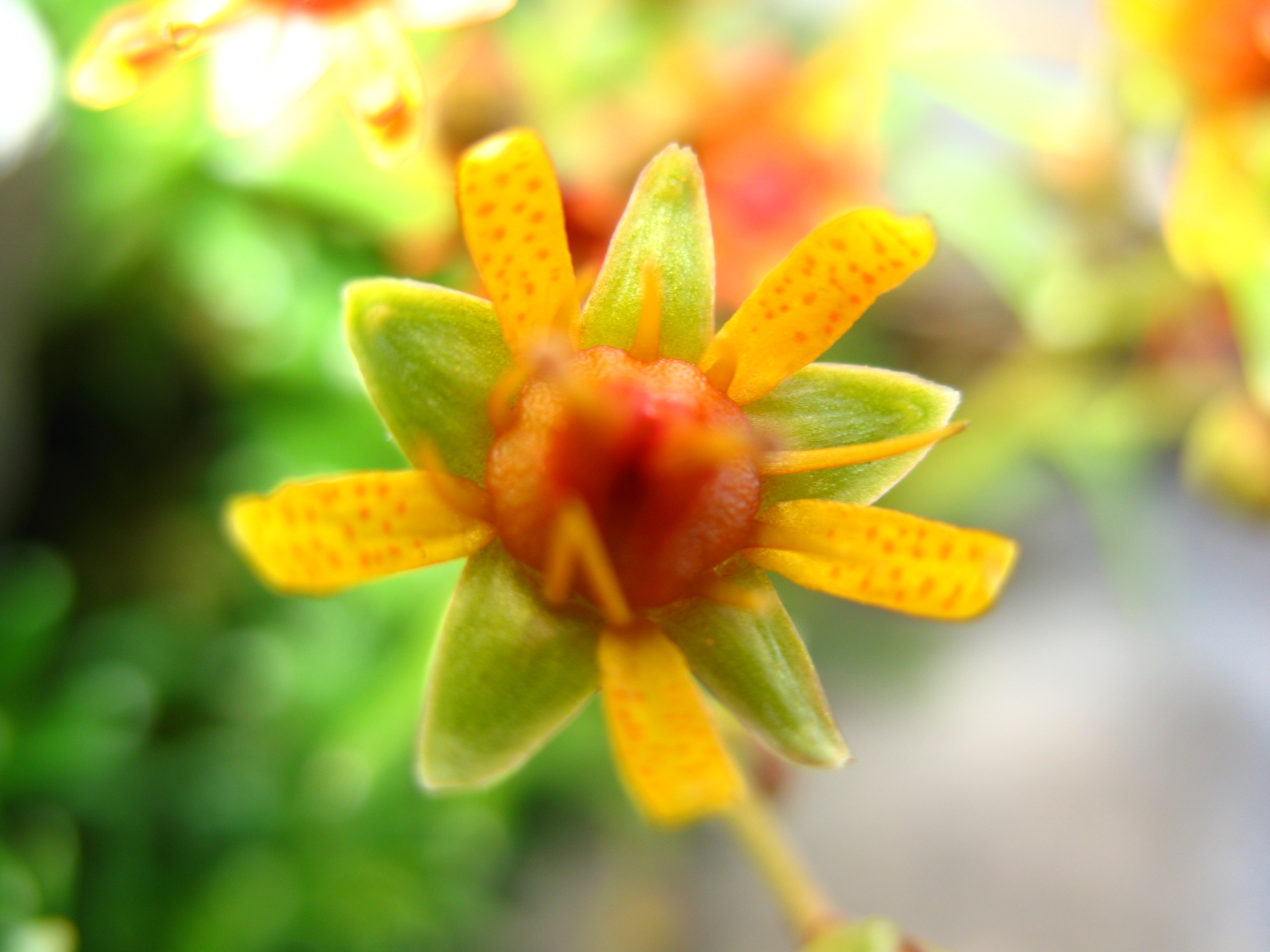
Detalle de la flor

Saxifraga aizoides es una especie de planta de flores perteneciente a la familia  Saxifragaceae. Crece en lugares fríos y acantilados húmedos en Norteamérica (Alaska y Groenlandia) y Europa (Tatras, Alpes, Pirineo y Svalbard).

## Descripción
La saxifraga amarilla es laxamente cespitosa, perenne, de brotes cortos y pelosos, y cabillos foliares erectos, ramosa por encima, de hasta 25 cm. Hojas oblongo-lineales enteras o con pocos dientes. Flores amarillas o anaranjadas, a menudo moteadas de rojo, de 12 mm de diámetro, en inflorescencias laxas, ramosas y foliares. Pétalos lanceolados, no se tocan, un poco más largos que los sépalos, glabros y romos. Florece desde finales de primavera y a lo largo del verano.

## Hábitat
Junto a arroyos y rocas muy húmedas en las montañas.

## Distribución
Europa septentrional, montañas del norte y centro; por el sur hasta los Pirineos, centro de Italia, Albania y Cárpatos. Norteamérica, y Groenlandia.

## Taxonomía
Saxifraga aizoides fue descrita por Carlos Linneo y publicado en  Species Plantarum 1: 403. 1753.
Etimología
Saxifraga: nombre genérico que viene del latín saxum, ("piedra") y frangere, ("romper, quebrar"). Estas plantas se llaman así por su capacidad, según los antiguos, de romper las piedras con sus fuertes raíces. Así lo afirmaba Plinio, por ejemplo.
aizoides: epíteto latino que significa "parecido al género Aizoon.
Sinonimia
- Evaiezoa aizoides (L.) Raf.
- Leptasea aizoides (L.) Haw.
- Leptasea aizoides f. crocea (Gaudin) Moldenke
- Saxifraga aizoidea St.-Lag.
- Saxifraga atrorubens Bertol.
- Saxifraga autumnalis Jacq.
- Saxifraga crocea Gaudin[4]

Híbridos
- Saxifraga x blytii
- Saxifraga x finnisiae
- Saxifraga x hausmannii
- Saxifraga x larsenii
- Saxifraga x patens
- Saxifraga x sotchensis

## Nombres comunes
- Castellano: saxífraga amarilla.[5]